# دانيال هوبر (أستاذ جامعي)
دانيال هوبر هو عالم فلك ورياضياتي سويسري، ولد في 23 يونيو 1768 في بازل في سويسرا، وتوفي في 3 ديسمبر 1829.